# Kejsi Tola
Kejsi Tola (Tirana, 1992. február 5.) albán énekesnő. 

## Élete
2007-ben megnyerte az Albániában rendezett tehetségkutató versenyt. 2008. december 21-én megnyerte a Festivali i Këngës zenei fesztivált, amivel kivívta azt a lehetőséget is, hogy Ő képviselje a 2009-es Eurovíziós Dalfesztiválon Albániát. Kejsi dalának szerzője Edmond Zhulali, aki a 2004-ben induló albán versenyző dalát is írta, melynek The Image of You volt a címe.
A 2009-es Eurovíziós Dalfesztiválon Kejsi az elődöntőből a döntőbe jutott. A döntőben 48 ponttal a 17. helyen végzett. Versenydalának címe Carry Me in Your Dreams volt.